# Supergravité

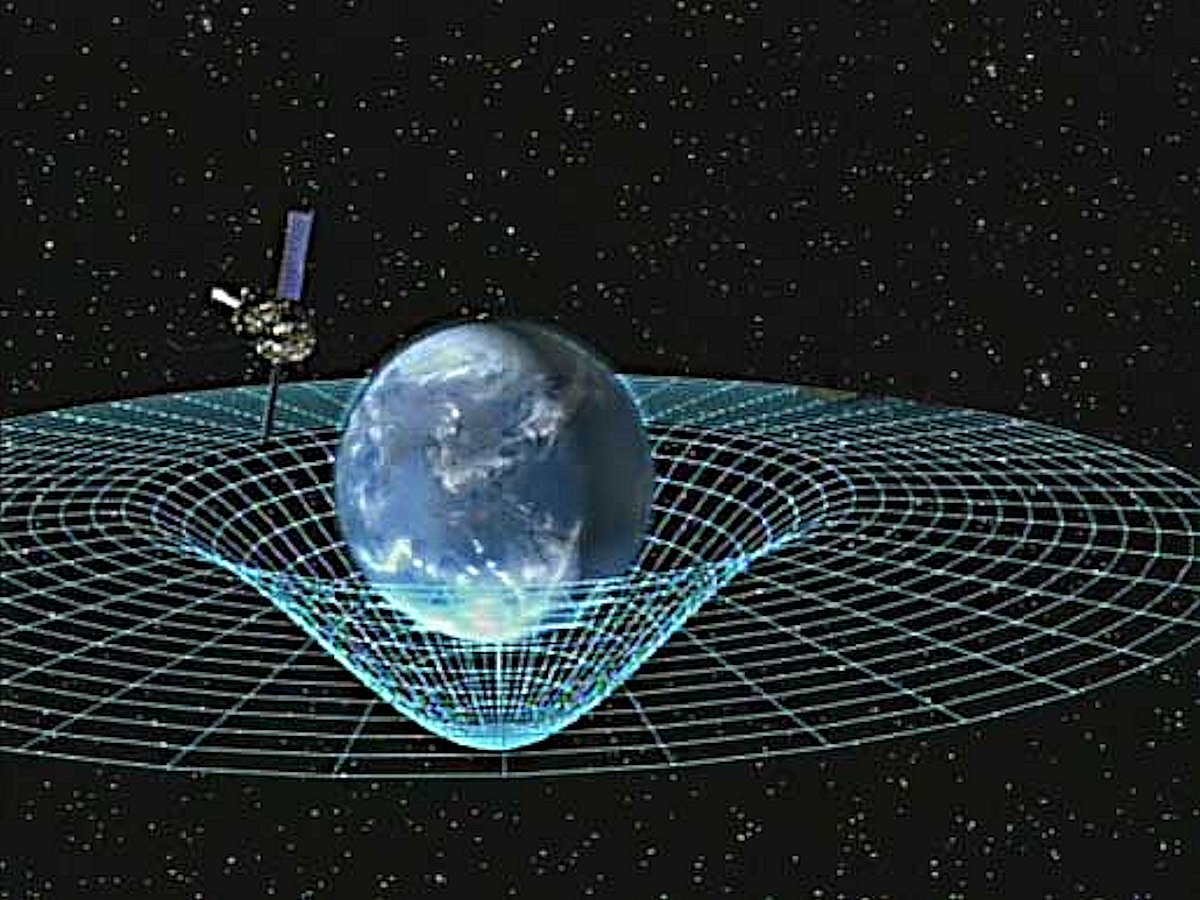
Vue d'artiste de la sonde gravitationnelle B en orbite autour de la Terre pour mesurer l'espace-temps, une description quadridimensionnelle de l'univers comprenant la hauteur, la largeur, la longueur et le temps.

En physique théorique, une théorie de la supergravité est une théorie du champ de Maxwell qui combine la supersymétrie et la relativité générale.
Les théories de supergravité possèdent une super-symétrie locale, c'est-à-dire qu'elles sont invariantes par une transformation de supersymétrie dont les paramètres dépendent de la position dans l'espace. Puisque l'algèbre de super-Poincaré (en) (appelée aussi algèbre de supersymétrie (en)) qui décrit cette symétrie contient l'algèbre de Poincaré on voit donc que la supersymétrie locale étend la symétrie de reparamétrisation caractéristique de la relativité générale et la combine avec la supersymétrie.
Comme toute théorie des champs de la gravité, une théorie de la supergravité contient un champ de spin 2 qui correspond au graviton. La supersymétrie entraîne l'existence d'une (ou plusieurs si on est dans le cas d'une supersymétrie étendue (en)) particule superpartenaire pour le graviton. Cette particule, qui a spin 3/2, est nommé le gravitino.
Les théories de supergravité ont été introduites à l'origine comme théories candidates à l'unification de la mécanique quantique avec la relativité générale. Elles sont à présent plutôt vues comme théories effectives des théories de supercordes.